# Biegonity
Biegonity (niem. Begnitten) – osada w Polsce położona w województwie warmińsko-mazurskim, w powiecie bartoszyckim, w gminie Bisztynek.
W latach 1975–1998 miejscowość administracyjnie należała do województwa olsztyńskiego. Osada znajduje się w historycznym regionie Warmia.
Pierwotnie wieś znajdowała się na terenie powiatu reszelskiego, później biskupieckiego.

## Historia
W pierwszej połowie XVII w. właścicielem wsi był Stefan Sadorski.
Liczba mieszkańców: w roku 1933 – 61 osób, w 1939 – 68 osób.
Miejscowość wchodzi w skład sołectwa Prosity.